# Arthania
Arthania (Arabisch: ارثانية  'Arṯāniya, Russisch: Арcания, Wit-Russisch: Артанія, Oekraïens: Артанія) was een van de drie staten van de Roes of Saqaliba (vroege Oost-Slaven) met het centrum in Artha, zoals beschreven in een verloren boek van Abu Zayd al-Balkhi uit ca. 920, en genoemd in werken van enkele van zijn volgelingen (Ibn Hawqal, Al-Istakhri, Hudud ul-'alam). De twee andere landen waren Slawiya (Arabisch: ارثانية  Ṣ(a)lāwiya) voorlopig geïdentificeerd met het land van de Ilmenslovenen (zie ook Kanaat van Roes) en Kuyaba ( Arabisch: كويابة Kuyāba) meestal geïdentificeerd met Kiev.
Ibn Hawqal schreef dat niemand Artha ooit had bezocht omdat de lokale bevolking elke buitenlander vermoordde die probeert hun land binnen te dringen. Ze zijn betrokken bij de handel met Kuyaba en verkopen sabelbont, lood en een gering aantal slaven.
Moderne historici zijn er niet in geslaagd de locatie van Arthania te bepalen. Taalkundige redeneringen leidde sommige historici naar verafgelegen locaties als Kaap Arkona aan de Oostzee, het land van de Erzja (een etnische groep van de Mordwienen, de Gelonen en het Plisnesk-heuvelfort aan de Westelijke Boeg. George Vernadsky lokaliseerde Arsa met Tmoetarakan op het schiereiland Taman, terwijl Vladimir Minorski het met Rjazan verbond. Deze taalkundige speculaties zijn nooit archeologisch bevestigd.
De moderne Russische geschiedschrijving identificeert Arthania meestal met het land van de Merja, dat deel was van de Wolga-handelsroute. Archeologisch bewijs wijst naar Sarskoje gorodisjtsje en Timerjovo als de belangrijkste centra. De oorspronkelijke naam van beide steden is echter onbekend; elk van beide kan Arsa zijn genoemd in het lokale dialect.